# Geschützter Landschaftsbestandteil Obstweide (Oeventrop)
Der Geschützte Landschaftsbestandteil Obstweide (Oeventrop) mit 0,79 Hektar Flächengröße liegt am Ortsrand Oeventrop im Stadtgebiet von Arnsberg im Hochsauerlandkreis. Die Fläche wurde 1998 mit dem Landschaftsplan Arnsberg durch den Kreistag des Hochsauerlandkreises als Geschützter Landschaftsbestandteil (LB) ausgewiesen. Er trug ab 1998 den Namen LB Obstgarten und hatte eine Flächengröße von 0,9 ha. 2021 wurde das LB bei der Neuaufstellung des Landschaftsplans mit neuem Namen und verkleinert erneut ausgewiesen. Die Fläche grenzt teilweise direkt an die Bebauung.

## Beschreibung
Beim LB handelt es sich um eine sehr lückige und beweidete Streuobstwiese. Auf der Wiese stehen neben Birnenbäume und Pflaumenbäume teilweise sehr alten Apfelbäume. Der Landschaftsplan führt zum LB aus: „Sie hat faunistische Bedeutung und dient vor allem auch der Belebung des ortsnahen Landschaftsbildes.“
Als zusätzliche Entwicklungsmaßnahmen wurden festgesetzt, dass abgängige Obstbäume bis in die Zerfallsphase hinein zu erhalten sind und dann nachgepflanzt werden soll; vorhandene Fehlstellen mit standortangepassten Obstsorten zu ergänzen und die Bäume bei Bedarf gegen Verbiss zu schützen.

## Schutzgrund, Verbote und Gebote
Der Geschützte Landschaftsbestandteile haben laut Landschaftsplan eine besondere Funktion für die Gliederung und Belebung des Landschaftsbildes bzw. des umgebenden Offenlandes. Es kommt solchen Objekten in der Regel eine erhöhte Bedeutung als Bruthabitat für Hecken- und Gebüschbrüter zu. Laut Landschaftsplan sind Geschützte Landschaftsbestandteile im Plangebiet durch seinen eigenständigen Charakter deutlich von der sie umgebenden „normalen“ Wald- und Feld-Landschaft zu unterscheiden.
Wie bei allen LB ist es verboten diese zu beschädigen, auszureißen, auszugraben oder Teile davon abzutrennen oder auf andere Weise in seinem Wachstum oder Erscheinungsbild zu beeinträchtigen. Unberührt ist jedoch die ordnungsgemäße Pflege eines LB.
Das LB soll laut Landschaftsplan „durch geeignete Pflegemaßnahmen erhalten werden, solange der dafür erforderliche Aufwand in Abwägung mit ihrer jeweiligen Bedeutung für Natur und Landschaft gerechtfertigt ist.“